# Pietro Monticelli
Pour les articles homonymes, voir Monticelli.
Le marquis Pietro Monticelli, de son nom complet Giovan Pietro Monticelli, fils naturel de Borri, né le 19 mars 1818 à Gênes dans le Piémont (Italie), mort le 17 avril 1864 à Gênes, est un homme politique du royaume de Sardaigne, appartenant à la gauche modérée de tendance anticléricale. 

## Biographie
Il est aussi un important artisan de l'unité italienne, et l'un des acteurs du Risorgimento, avec Giuseppe Mazzini, Giuseppe Garibaldi, Camillo Cavour et Victor-Emmanuel II de Savoie.
Pietro Monticelli est élu député au collège de Rivarolo ligure, faubourg industriel au nord-ouest de Gênes en Italie, et plus tard au collège de Sestri Ponente. Il est nommé ministre des Travaux publics, le 19 juillet 1859 dans le nouveau ministère de Alfonso La Marmora, président du conseil du royaume de Sardaigne.